# Aya Kitō
Aya Kitō (kanji: 木藤 亜也, hiragana: きとう　あや, Kitō Aya?) fue una joven estudiante japonesa, víctima de la degeneración espinocerebral, quien plasmó su experiencia personal en un diario, desde que su enfermedad se le manifestó, a la edad de 15 años.
Murió el 23 de mayo de 1988 a las 00:25 a la edad de 25 años. Su diario, titulado "1 Litro de Lágrimas" fue publicado por primera vez en Japón el 25 de febrero de 1986, dos años antes de su muerte, ya que a partir de los 20 años de edad no pudo seguir escribiendo.

## Enfermedad
La joven Aya luchó contra su enfermedad durante más de 10 años, y se destaca la vitalidad que demostró frente a su dolorosa enfermedad, sin llegar a perder su esperanza, como demuestran las palabras de su diario personal.
Su historia inspiró una película, así como un famoso drama de televisión titulado "Un litro de lágrimas" que fue interpretado por Erika Sawajiri en el papel de Aya en 2005.